# Erebia kindermanni
Erebia kindermanni är en fjärilsart som beskrevs av Otto Staudinger 1881. Erebia kindermanni ingår i släktet Erebia och familjen praktfjärilar. Inga underarter finns listade i Catalogue of Life.